# 因幡社站
因幡社站（日语：／ Inaba-Yashiro eki */?）是位於鳥取縣鳥取市用瀬町宮原43號，西日本旅客鐵道（JR西日本）的因美線車站。

## 歷史
- 1923年（大正12年）6月5日 - 因美線用瀨站至智頭站之間開通，此站啟用。
  - 當時車站地址是鳥取縣八頭郡社村宮原。
- 1928年（昭和3年）3月15日 - 隨著因美南線開通，因美線改名為因美北線，此站成為因美北線車站。
- 1932年（昭和7年）7月1日 - 隨著鳥取至津山之間全線開通，因美北線編入至因美線的一部分，此站成為因美線車站。
- 1955年（昭和30年）3月31日 - 隨著用瀨町（日语：用瀬町）（第二次）成立，車站地址變為鳥取縣八頭郡用瀨町宮原。
- 1987年（昭和62年）4月1日 - 伴隨國鐵分割民營化，車站由西日本旅客鐵道（JR西日本）營運。
- 2004年（平成16年）11月1日 - 用瀨町編入至鳥取市，車站地址變為鳥取縣鳥取市用瀨町宮原。

## 車站構造
車站是一座地面車站，設有1面1線單式月台，智頭方向的列車會開啟左邊車門。前往鳥取方向和智頭方向的列車使用同一月台。此站曾經設有2面2線的相對式月台，現時前2號月台路軌已經撤走，剩下月台遺蹟。車站大樓位於前1號月台側。
此站是由鳥取鐵道部管理的簡易委託車站。車站大樓內設有理髪店，該店可出售常備票，逢星期一休息。

## 使用狀況
在2018年度的一年乘車人次為0.8萬人，推算出一日平均乘車人次為22人。
以下為近年乘車人次變化：
| 年度   | 一年總 乘車人次 | 一日平均 乘車人次 |
| ------ | --------------- | ----------------- |
| 2008年 | 1萬             | 27                |
| 2009年 | 1萬             | 27                |
| 2010年 | 1.3萬           | 36                |
| 2011年 | 1.4萬           | 38                |
| 2012年 | 1.3萬           | 36                |
| 2013年 | 1.3萬           | 36                |
| 2014年 | 1.4萬           | 38                |
| 2015年 | 1萬             | 27                |
| 2016年 | 0.9萬           | 25                |
| 2017年 | 0.7萬           | 19                |
| 2018年 | 0.8萬           | 22                |

## 車站周邊
- 因幡社郵局
- 國道53號（日语：国道53号）
- 國道373號（日语：国道373号）
- 岡山縣道·鳥取縣道118號加茂用瀨線（日语：岡山県道・鳥取県道118号加茂用瀬線）

## 相鄰車站
西日本旅客鐵道（JR西日本）
 因美線
用瀨－因幡社－智頭

## 注腳
1. ↑  鳥取市統計要覧

## 外部連結
- 因幡社｜車站資訊：JR出門網 - 西日本旅客鐵道（日語）